# Городищенська сільська рада (Біловодський район)
| Городищенська сільська рада — колишній орган місцевого самоврядування у Біловодському районі Луганської області з адміністративним центром у с. Городище. Історична дата утворення: в 1917 році. Водоймища на території, підпорядкованій даній раді: річка Деркул. Сільській раді були підпорядковані населені пункти: - с. Городище - с. Ноздрівка |

## Склад ради
Рада складалася з 16 депутатів та голови.

### Керівний склад ради
| ПІБ                             | Основні відомості                                                             | Дата обрання | Дата звільнення |
| ------------------------------- | ----------------------------------------------------------------------------- | ------------ | --------------- |
| Бондаренко Володимир Васильович | Сільський голова, 1951 року народження, освіта, член Партії регіонів          | 26.03.2006   | 31.10.2010      |
| Вакуленко Руслан Анатолійович   | Сільський голова, 1969 року народження, освіта середня загальна, безпартійний | 31.10.2010   | 14.12.2012      |
| Коваленко Віталій Віталійович   | Сільський голова, 1972 року народження, освіта вища, член Партії регіонів     | 15.12.2013   |                 |

Примітка: таблиця складена за даними джерела